# Toshiaphaenops
Toshiaphaenops is een geslacht van kevers uit de familie van de loopkevers (Carabidae). De wetenschappelijke naam van het geslacht is voor het eerst geldig gepubliceerd in 1999 door Ueno.

## Soorten
Het geslacht Toshiaphaenops omvat de volgende soorten:
- Toshiaphaenops globipennis Ueno, 1999
- Toshiaphaenops ovicollis Ueno, 1999